# 唐納德 (喬治亞州)
唐納德（英語：Donald）是位於美國喬治亞州朗縣的一個非建制地區。該地的面積和人口皆未知。

## 地理
唐納德的座標為31°49′18″N 81°51′00″W / 31.82167°N 81.85000°W，而該地的平均海拔高度為24米（即79英尺）。